# Weldon B. Heyburn
Weldon B. Heyburn (Chadds Ford Township, 1852. május 23. – Washington, 1912. október 17.) az Amerikai Egyesült Államok szenátora (Idaho, 1903–1912).